# Stuart Hall (pilote automobile)
Pour les articles homonymes, voir Stuart Hall et Hall.
Stuart Hall, né le 18 octobre 1984 à Chelmsford, est un pilote automobile britannique qui a piloté notamment dans le Championnat du monde d'endurance.

## Biographie
Stuart Hall commence la compétition automobile en 2000 par l'intermédiaire du championnat T Cars. Il termine premier du championnat dès sa première saison.
En 2002, il pilote dans le championnat de Grande-Bretagne de Formule Ford.
Deux ans plus tard, il s'engage dans le championnat de Grande-Bretagne de Formule Renault ainsi qu'en Eurocup Formula Renault 2.0.
En 2006, il se dirige vers le championnat de Grande-Bretagne de Formule 3.
Sa carrière s'oriente ensuite vers l'endurance, avec tout d'abord en 2007 l'European Le Mans Series. C'est durant la même année qu'il duspute pour la première fois les 24 Heures du Mans. Il termine à la 4e place, son meilleur résultat pour cette épreuve à ce jour.
En 2008, il dispute l'American Le Mans Series et le championnat d'Europe FIA GT3.
Il intègre l'année suivante le British GT Championship.
En 2012, il pilote en Blancpain Endurance Series.
Depuis cette même année, il participe au Championnat du monde d'endurance avec l'équipe britannique Aston Martin Racing, sauf durant la saison 2014.

## Palmarès
- 2000 (T Cars) : Champion
- 2004 (Formula Renault UK Winter Series) : Champion
- 2013 (Championnat du monde d'endurance) : Champion catégorie GTE Am

## Résultats en compétition automobile

### Résultats aux 24 Heures du Mans
| Année | Équipe               | Équipiers                          | Voiture                  | Classe | Tours | Pos. | Class Pos. |
| ----- | -------------------- | ---------------------------------- | ------------------------ | ------ | ----- | ---- | ---------- |
| 2007  | Rollcentre Racing    | João Barbosa Martin Short          | Pescarolo 01-Judd        | LMP1   | 347   | 4e   | 4e         |
| 2008  | Creation Autosportif | Johnny Mowlem Marc Goossens        | Creation CA07-AIM        | LMP1   | 316   | 24e  | 11e        |
| 2009  | Aston Martin Racing  | Harold Primat Peter Kox            | Lola B09/60-Aston Martin | LMP1   | 252   | Abd  | Abd        |
| 2012  | Pescarolo Team       | Emmanuel Collard                   | Pescarolo 03-Judd        | LMP1   | 20    | Abd  | Abd        |
| 2013  | Aston Martin Racing  | Jamie Campbell-Walter Roald Goethe | Aston Martin Vantage GTE | GTE Am | 301   | 30e  | 6e         |
| 2015  | Aston Martin Racing  | Francesco Castellacci Roald Goethe | Aston Martin Vantage GTE | GTE Am | 187   | Abd  | Abd        |

### Résultats en Championnat du monde d'endurance FIA
| Année | Équipe              | Classe   | Voiture                  | Moteur                | 1     | 2     | 3       | 4     | 5     | 6     | 7     | 8     | Rang | Points |
| ----- | ------------------- | -------- | ------------------------ | --------------------- | ----- | ----- | ------- | ----- | ----- | ----- | ----- | ----- | ---- | ------ |
| 2012  | Pescarolo Team      | LMP1     | Pescarolo 03             | Judd DB 3,4 L V8      | SEB   | SPA   | LMS Ret |       |       |       |       |       | 5e†  | 25†    |
| 2012  | Aston Martin Racing | LMGTE Am | Aston Martin Vantage GTE | Aston Martin 4,5 L V8 |       |       |         | SIL 4 | SÃO   | BHR   | FUJ   | SHA   | NC   | 0      |
| 2013  | Aston Martin Racing | LMGTE Am | Aston Martin Vantage GTE | Aston Martin 4,5 L V8 | SIL 4 | SPA 4 | LMS 5   | SÃO 1 | CdA 1 | FUJ 2 | SHA 3 | BHR 5 | 1er  | 129    |
| 2015  | Aston Martin Racing | LMGTE Am | Aston Martin Vantage GTE | Aston Martin 4,5 L V8 | SIL 4 | SPA 6 | LMS Ret | NÜR 7 | CdA 6 | FUJ 7 | SHA 6 | BHR 7 | 9e   | 54     |

† Il n'y avait pas de championnat pilotes en 2012, est indiqué ici le classement de l'équipe pour le Trophée LMP1.